# Daniel Dumitrescu
Daniel Dumitrescu (n. 23 septembrie 1968, București, România) este un pugilist român, laureat cu argint la Seul 1988.